# Pastor (geslacht)
Pastor is een geslacht van zangvogels uit de familie  spreeuwen (Sturnidae). De soort (roze spreeuw) uit dit geslacht wordt vaak nog geplaatst in het geslacht Sturnus. Een studie uit 2008 wees echter uit dat Sturnus dan een polyfyletische groep vormt en plaatsing in een eigen geslacht, Pastor, daarom voor de hand ligt.

## Soort
Het geslacht kent maar één soort:
- Pastor roseus  –  Roze spreeuw